# Richard Hornung
Pour les articles homonymes, voir Hornung.
Richard Hornung est un costumier américain né le 16 février 1950 et mort le 30 décembre 1995. 

## Filmographie sélective
- 1987 : Arizona Junior de Joel et Ethan Coen
- 1990 : Les Arnaqueurs de Stephen Frears
- 1990 : Miller's Crossing de Joel et Ethan Coen
- 1991 : Les Nuits avec mon ennemi de Joseph Ruben
- 1991 : Doc Hollywood de Michael Caton-Jones
- 1991 : Barton Fink de Joel et Ethan Coen
- 1992 : Héros malgré lui  de Stephen Frears
- 1993 : Président d'un jour d'Ivan Reitman
- 1994 : Tueurs nés d'Oliver Stone
- 1994 : Le Grand Saut de Joel et Ethan Coen
- 1995 : Miss Shumway jette un sort de Clare Peploe
- 1995 : Nixon d'Oliver Stone
- 1996 : City Hall de Harold Becker